# Hans Wahlgren
Hans Carl Gustav Wahlgren, född 26 juni 1937 i Maria församling i Helsingborg, död 10 maj 2024 i Gustavsbergs distrikt i Stockholms län, var en svensk skådespelare, textförfattare och sångare.

## Biografi
Hans Wahlgren, som växte upp i Smedslätten i Stockholm, genomgick Terserus elevskola 1956–1957 och Dramatens elevskola 1957–1961. Han var engagerad vid Folkteatern i Göteborg 1961–1962, Oscarsteatern 1962–1963, TV-teatern 1963–1964 samt vid Lisebergsteatern, Vasateatern och Folkan.
Han filmdebuterade 1945 i Ragnar Falcks kortfilm Indianer och blekansikten, som propagerade för Solstickans barnkoloniverksamhet. Hans genombrott kom i filmen Raggare 1959. Wahlgren uppträdde under 11 säsonger i Hagges revy i Göteborg, där han bland annat gjorde porträttlika imitationer av Jan Malmsjö, Jarl Kulle, Carl XVI Gustaf och Claes af Geijerstam. Han har varit flitigt anlitad i farser och komedier på Stockholms privatteatrar bland andra Oh! Calcutta! och Pippi Långstrump på Folkan, Charleys Tant och Spanska flugan på Vasan. Sommaren 2001 spelade han tillsammans med Eva Rydberg i Kärlek och lavemang på Fredriksdalsteatern i Helsingborg.
Wahlgren medverkade som röstskådespelare i flera filmer. Han stod även för Sickans röst i datorspelen Jönssonligan: Jakten på Mjölner och Jönssonligan går på djupet. 
Wahlgren avled 10 maj 2024 efter en tids sjukdom.

### Familj
Hans Wahlgren var enda barnet till skådespelarna Ivar Wahlgren och Nina Scenna. Han gifte sig 1962 med skådespelaren Christina Schollin, och tillsammans fick de fyra barn:  Peter Wahlgren, Niclas Wahlgren, Pernilla Wahlgren och Linus Wahlgren. Han var morfar till Bianca Ingrosso och Benjamin Ingrosso.

## Filmografi i urval
- 1945 – Indianer och blekansikten
- 1959 – Raggare!
- 1960 – Goda vänner trogna grannar
- 1962 – Spöket på Canterville (TV-teater)
- 1963 – Det är hos mig han har varit
- 1963 – Protest
- 1963 – Fan ger ett anbud (TV-serie)
- 1964 – Henrik IV
- 1965 – En historia till fredag (TV-serie)
- 1968 – Vindingevals
- 1968 – Freddy klarar biffen
- 1969 – Eva – den utstötta
- 1969 – Régi nyár[6] (engelska: Summer of Old Times), Baron Miklós Pataky (TV)
- 1970 – Skräcken har 1000 ögon
- 1981 – Olsson per sekund eller Det finns ingen anledning till oro (TV)
- 1982 – Brisby och NIMHs hemlighet (röst som Nicodemus och diverse biroller i TV3s omdubbning)
- 1983 – Spanska flugan (TV-serie) (TV)
- 1991 – Villfarelser (TV-serie)
- 1991 – Tillbaka till framtiden (TV-serie) (röst)
- 1992 – Porco Rosso (röst som Farfar Piccolo och diverse biroller i 1996 års originaldubbning)
- 1992 – Rederiet (TV-serie)
- 1993 – Swat Kats (TV-serie) (röst)
- 1994 – Spindelmannen (TV-serie) (röst)
- 1994 – Montana Jones (TV-serie) (röst)
- 1995 – Starla och Juvelriddarna (TV-serie) (röst TV3s Omdubb)
- 1998 – Dr. Dolittle (röst)
- 1998 – Babe – en gris kommer till stan (röst)
- 1998 – Svanprinsessan och den förtrollade skatten (röst som Polonius)
- 1999 – Toy Story 2 (röst som Stinky Pete/Guldgrävarn)
- 1999 – Järnjätten (röst som general Rogard)
- 1999 – Pokémon – Filmen (berättarröst)
- 1999 – Kurage, den hariga hunden (TV-serie) (röst)
- 2000 – Pokémon 2 - Ensam är stark (röst som Professor Oak)
- 2000 – Landet för länge sedan VII: Jakten på Himlastenen (röst som herr Trehorn och Sierra)
- 2001 – Landet för länge sedan VIII: När isen kom (röst som herr Trehorn och Ankylosauros)
- 2002 – Landet för länge sedan IX: Resan till det stora havet (röst som herr Trehorn)
- 2003 – Landet för länge sedan X: Den stora utvandringen (röst som herr Trehorn)
- 2004 – Landet för länge sedan XI: Minisauriernas intåg (röst som herr Trehorn)
- 2005 – Nanny McPhee (röst)
- 2005 – Kalle och chokladfabriken (röst som morfar Georg)
- 2006 – Landet för länge sedan XII: Flygarnas stora dag (röst som herr Trehorn)
- 2021 – Tillsammans med Strömstedts

## Teater

### Roller
| År   | Roll                      | Produktion                                                                                            | Regi              | Teater                 |
| ---- | ------------------------- | --- | ----------------- | ---------------------- |
| 1959 | Fillico                   | Krukan Luigi Pirandello                                                                               | Nils Olsén        | Dramaten               |
| 1960 | Francisco En adelsman     | Hamlet William Shakespeare                                                                            | Alf Sjöberg       | Dramaten               |
| 1960 | Feargus                   | Gisslan Brendan Behan                                                                                 | Per-Axel Branner  | Dramaten               |
| 1961 | Tommy                     | Pippi Långstrump Astrid Lindgren                                                                      | Hans Bergström    | Folkteatern, Göteborg  |
| 1963 | Ragger                    | Lås in Era döttrar Laurie Johnson, Lionel Bart och Bernard Miles                                      | Ivo Cramér        | Oscarsteatern          |
| 1971 | Medverkande               | Oh! Calcutta! Kenneth Tynan                                                                           | Hans Bergström    | Folkan                 |
| 1973 | Igor                      | Kaktusblomman Pierre Barillet och Jean-Pierre Grédy                                                   | Per Gerhard       | Vasateatern            |
| 1975 | Medverkande               | Utan en tråd, revy Hagge Geigert                                                                      |                   | Lisebergsteatern       |
| 1977 | Charley Wykeham           | Charleys tant Brandon Thomas                                                                          | Per Gerhard       | Vasateatern            |
| 1979 | Franklin D. Roosevelt     | Annie Charles Strouse, Thomas Meehan och Martin Charnin                                               | Stig Olin         | Folkan                 |
| 1980 | Konstapel Klang           | Pippi Långstrump Astrid Lindgren                                                                      | Staffan Götestam  | Folkan                 |
| 1982 | Fritz Bergström, advokat  | Spanska flugan Franz Arnold och Ernst Bach                                                            | Per Gerhard       | Vasateatern            |
| 1984 |                           | Emil i Lönneberga Astrid Lindgren                                                                     | Staffan Götestam  | Göta Lejon             |
| 1984 |                           | Gamle Adam Franz Arnold och Ernst Bach                                                                | Per Gerhard       | Vasateatern            |
| 1984 |                           | Mio min Mio Astrid Lindgren                                                                           | Staffan Götestam  | Folkan SVT öppet arkiv |
| 1987 |                           | Tjuren Ferdinand Birgitta Götestam, Andreas Aarflot, Mats Lindberg, Lennart Simonsson och Ari Stockås | Birgitta Götestam | Göta Lejon             |
| 2001 | Evald, Elvira Kranks bror | Kärlek och lavemang Molière                                                                           | Hans Bergström    | Fredriksdalsteatern    |
| 2009 |                           | Bruden som visste för lite Robin Hawdon                                                               | Pontus Ströbaek   | Fjäderholmsteatern     |
| 2010 | Fröken Bock               | Karlsson på taket smyger igen Astrid Lindgren                                                         | Staffan Götestam  | Oscarsteatern          |
| 2011 |                           | Hotelliggaren Ray Cooney                                                                              | Sven Melander     | Fjäderholmsteatern     |

## Datorspel
- 1997 – Atlantis: Det försvunna riket
- 1999 – Jönssonligan: Jakten på Mjölner
- 2000 – Jönssonligan går på djupet